# Inonotus costaricensis
Inonotus costaricensis är en svampart som beskrevs av Ryvarden 2002. Inonotus costaricensis ingår i släktet Inonotus och familjen Hymenochaetaceae.   Inga underarter finns listade i Catalogue of Life.